# Cristina Pérez (lekkoatletka)
Cristina Pérez Díaz, później Fuentes (ur. 30 października 1965 w Las Palmas de Gran Canaria) – hiszpańska lekkoatletka, płotkarka i sprinterka, medalistka halowych mistrzostw Europy w 1987 i mistrzostw ibero-amerykańskich, dwukrotna olimpijka.

## Kariera sportowa
Odpadła w półfinale biegu na 200 metrów na halowych mistrzostwach Europy w 1985 w Pireusie, a na halowych mistrzostwach Europy w 1986 w Madrycie odpadła w eliminacjach biegu na 400 metrów. Zajęła 6. miejsce w sztafecie 4 × 400 metrów i odpadła w eliminacjach biegu na 400 metrów przez płotki na mistrzostwach Europy w 1986 w Stuttgarcie. Zdobyła trzy medale na mistrzostwach ibero-amerykańskich w 1986 w Hawanie: złoty w biegu na 400 metrów przez płotki, srebrny w sztafecie 4 × 400 metrów i brązowy w biegu na 400 metrów. 
Zdobyła brązowy medal w biegu na 400 metrów na halowych mistrzostwach Europy w 1987 w Liévin, przegrywając jedynie z Mariją Piniginą ze Związku Radzieckiego i Giselą Kinzel z Republiki Federalnej Niemiec. Odpadła w półfinale tej konkurencji na halowych mistrzostwach świata w 1987 w Indianapolis. Na mistrzostwach świata w 1987 w Rzymie odpadła w eliminacjach biegu na 400 metrów przez płotki i sztafety 4 × 400 metrów. Odpadła w półfinale biegu na 400 metrów na halowych mistrzostwach Europy w 1988 w Budapeszcie.
Zdobyła trzy medale na mistrzostwach ibero-amerykańskich w 1988 w Meksyku: złoty w sztafecie 4 × 100 metrów oraz srebrne w biegu na 100 metrów i biegu na 200 metrów. Odpadła w półfinale biegu na 400 metrów przez płotki na igrzyskach olimpijskich w 1988 w Seulu. Odpadła w eliminacjach biegu na 400 metrów na halowych mistrzostwach Europy w 1990 w Glasgow. Na mistrzostwach Europy w 1990 w Splicie zajęła 7. miejsce w finale biegu na 400 metrów przez płotki.
Zdobyła srebrny medal w sztafecie 4 × 400 metrów oraz zajęła 4. miejsce w biegu na 400 metrów na mistrzostwach ibero-amerykańskich w 1992 w Sewilli, a na igrzyskach olimpijskich w 1992 w Barcelonie odpadła w eliminacjach sztafety 4 × 400 metrów.
Była mistrzynią Hiszpanii w biegu na 200 metrów w 1994 oraz w biegu na 400 metrów przez płotki w latach 1985–1988 i 1990. W hali była mistrzynią Hiszpanii w biegu na 200 metrów w latach 1985–1987, 1990, 1991 i 1997 oraz w biegu na 400 metrów w 1988.
Wielokrotnie poprawiała rekord Hiszpanii: dwukrotnie w biegu na 100 metrów do czasu 11,39 s (13 lipca 1988 w Barcelonie), dwukrotnie w biegu na 200 metrów do wyniku 22,86 s (1 czerwca 1988 w Sewilli), ośmiokrotnie w biegu na 400 metrów przez płotki (do czasu 55,23 s, 26 września 1988 w Seulu), raz w sztafecie 4 × 100 metrów z wynikiem 44,94 s (27 czerwca 1987 w Maia) i trzykrotnie w sztafecie 4 × 400 metrów do czasu 3:29,37 (5 lipca 1986 w Épinal). W hali pięciokrotnie poprawiała rekord Hiszpanii w biegu na 200 metrów do wyniku 23,62 s (w 1987) i dwukrotnie w biegu na 400 metrów do rezultatu 52,63 s (22 lutego 1987 w Liévin).
Rekordy życiowe:
- bieg na 100 metrów – 11,39 (13 lipca 1988, Barcelona)
- bieg na 200 metrów – 22,86 (1 czerwca 1988, Sewilla)
- bieg na 400 metrów – 52,36 (7 czerwca 1988, Madryt)
- bieg na 400 metrów przez płotki – 55,23 (26 września 1988, Seul)